# Hetmanatet (1918)

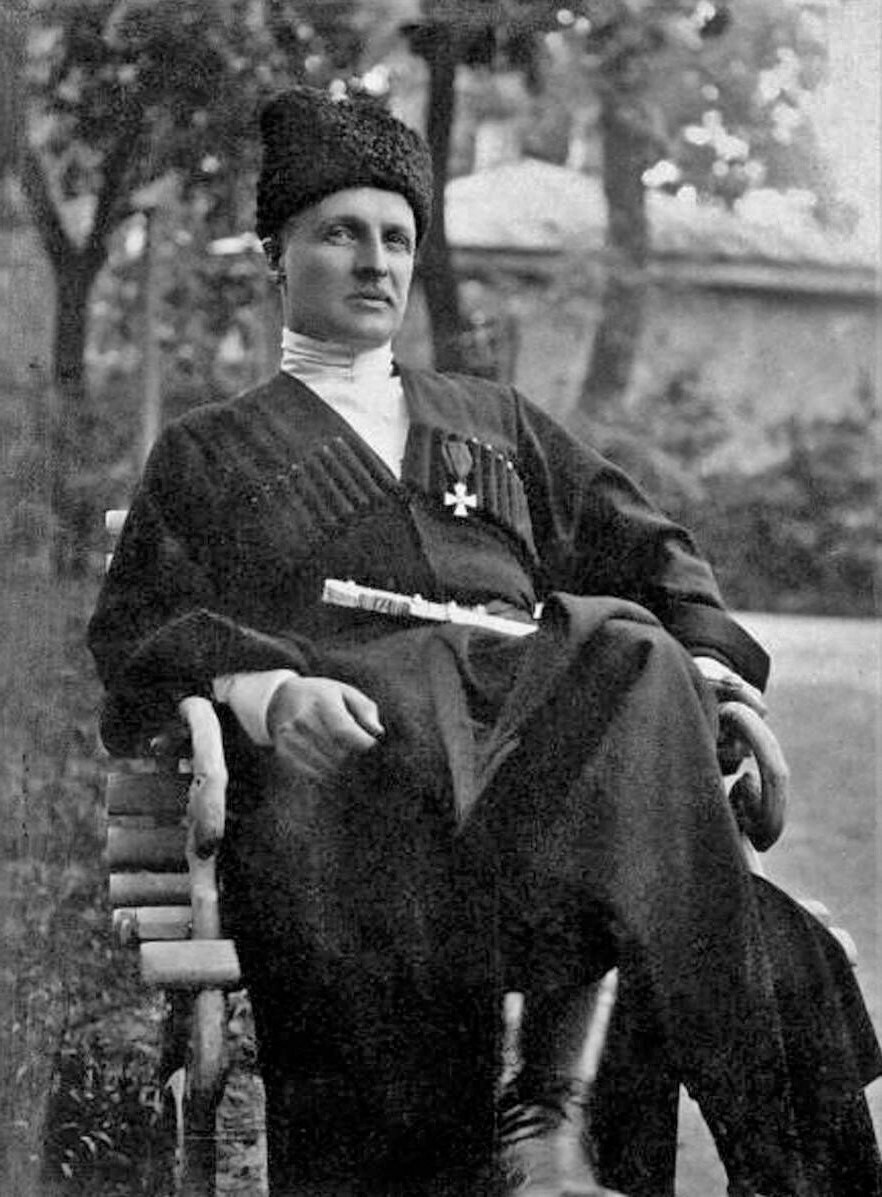
Pavlo Skoropadskyj hetman i Hetmanatet

Hetmanatet (även Ukrainska staten) var ett kortvarigt styre 1918 i det som idag är Ukraina.
Under våren 1918 råkade den tyska ockupationsmakten och den nationellt sinnade och socialt radikala Radan i luven på varandra. Samtidigt vägrade ukrainska bönder att frivilligt dela med sig av sina förråd. Den 29 april genomfördes en statskupp, där Radans medlemmar häktades och en ny provisorisk regering bildades – Hetmanatet lett av Pavlo Skoropadskyj som hetman. Denna regim var helt beroende av tyskarna, hade visst stöd från ryska borgerliga kretsar samt inom vissa ukrainska högerpartier. De mer socialistiskt sinnade nationellt ukrainska partierna blev dock svurna motståndare.
Under sommaren 1918 blev läget allt mer prekärt. En svag regeringsmakt, allmän oordning och ekonomisk röra förvärrades av centralmakternas sammanbrott i världskriget. De tysk-österrikiska trupperna stod inför återtåg, samtidigt som tyskarna inte tillåtit Ukraina att skapa en egen armé. Skoropadskyj utfärdade i november ett manifest som syftade till åkerupprättandet av ett enat Ryssland, fast på federativ grund och med tryggade rättigheter för Ukrainas egenart; därigenom hoppades han vinna ententens understöd. En ny regering bildades med borgerligt sinnade, nästan uteslutande ryska medlemmar.
Detta innebar ett tydlig brytning med det nationellt demokratiska Ukraina, vilket ledde till att Symon Petljura höjde upprorsfanan och – tack vare att de tyska trupperna förhöll sig neutrala – i december tågade in i Kiev. Där tog Petljura därefter över makten med sitt fyrmannadirektorium – Direktoratet. Detta innebar ett återupprättande av Ukrainska folkrepubliken, fast ofta benämnt under namnen Direktoratet eller Direktoriet. Skoropadskyj räddade sig till Tyskland.